# Turul Țării Bascilor 2022
Turul Țării Bascilor 2022 a fost cea de a 61-a ediție a Turului Țării Bascilor care s-a desfășurat în perioada 4-9 aprilie 2022 și a fost a treisprezecea probă în UCI World Tour 2022.

## Echipe participante
Întrucât Turul Țării Bascilor este un eveniment din cadrul Circuitului mondial UCI 2022, toate cele 18 echipe UCI au fost invitate automat și obligate să aibă o echipă în cursă. Cinci echipe profesioniste continentale au primit wildcard.

### Echipe UCI World
| - AG2R Citroën Team - Astana Qazaqstan Team - Bora–Hansgrohe - Cofidis - EF Education–EasyPost - Groupama–FDJ - Ineos Grenadiers - Intermarché–Wanty–Gobert Matériaux - Israel–Premier Tech | - Lotto Soudal - Movistar Team - Quick-Step Alpha Vinyl Team - Team Bahrain Victorious - Team BikeExchange - Team DSM - Team Jumbo–Visma - Trek-Segafredo - UAE Team Emirates |  |

### Echipe continentale profesioniste UCI
| - Burgos BH - Caja Rural–Seguros RGA - Equipo Kern Pharma | - Euskaltel-Euskadi - TotalEnergies |  |

## Etapele programate
| Etapa | Dată  | Start – Sosire            | type                  | Distanță (km) | Elevation (m) | Câștigător         | Liderul global  |
| ----- | ----- | ------------------------- | --------------------- | ------------- | ------------- | ------------------ | --------------- |
| 1     | 4 apr | Hondarribia – Hondarribia | contratimp individual | 7,5           | 100 m         | Primož Roglič      | Primož Roglič   |
| 2     | 5 apr | Leitza – Viana            | etapă valonată        | 207,9         | 2.625 m       | Julian Alaphilippe | Primož Roglič   |
| 3     | 6 apr | Laudio/Llodio – Amurrio   | etapă intermediară    | 181,7         | 3.278 m       | Pello Bilbao       | Primož Roglič   |
| 4     | 7 apr | Vitoria-Gasteiz – Zamudio | etapă intermediară    | 185,6         | 2.703 m       | Daniel Martínez    | Primož Roglič   |
| 5     | 8 apr | Zamudio – Mallabia        | etapă de munte        | 163,7         | 3.485 m       | Carlos Rodríguez   | Remco Evenepoel |
| 6     | 9 apr | Eibar – Arrate            | etapă de munte        | 135,6         | 3.636 m       | Jon Izagirre       | Daniel Martínez |

## Etape

### Etapa 1
4 aprilie 2022— Fontarrabie - Fontarrabie, 7,5 km (5 mi), (contra-cronometru individual)
| Loc | Concurent        | Echipă                      | Timp   |
| --- | ---------------- | --------------------------- | ------ |
| 1   | Primož Roglič    | Team Jumbo–Visma            | 9' 48" |
| 2   | Remco Evenepoel  | Quick-Step Alpha Vinyl Team | +5"    |
| 3   | Rémi Cavagna     | Quick-Step Alpha Vinyl Team | +16"   |
| 4   | Geraint Thomas   | Ineos Grenadiers            | +18"   |
| 5   | Adam Yates       | Ineos Grenadiers            | +18"   |
| 6   | Aleksandr Vlasov | Bora-Hansgrohe              | +18"   |
| 7   | Bruno Armirail   | Groupama–FDJ                | +20"   |
| 8   | Ion Izagirre     | Cofidis                     | +20"   |
| 9   | Jonas Vingegaard | Team Jumbo–Visma            | +20"   |
| 10  | Ben Tulett       | Ineos Grenadiers            | +21"   |

| Loc | Concurent        | Echipă                      | Timp   |
| --- | ---------------- | --------------------------- | ------ |
| 1   | Primož Roglič    | Team Jumbo–Visma            | 9' 48" |
| 2   | Remco Evenepoel  | Quick-Step Alpha Vinyl Team | +5"    |
| 3   | Rémi Cavagna     | Quick-Step Alpha Vinyl Team | +16"   |
| 4   | Geraint Thomas   | Ineos Grenadiers            | +18"   |
| 5   | Adam Yates       | Ineos Grenadiers            | +18"   |
| 6   | Aleksandr Vlasov | Bora-Hansgrohe              | +18"   |
| 7   | Bruno Armirail   | Groupama–FDJ                | +20"   |
| 8   | Ion Izagirre     | Cofidis                     | +20"   |
| 9   | Jonas Vingegaard | Team Jumbo–Visma            | +20"   |
| 10  | Ben Tulett       | Ineos Grenadiers            | +21"   |

### Etapa a 2-a
5 aprilie 2022— Leitza - Viana, 207,6 km (129 mi), (contra-cronometru individual)
| Loc | Concurent          | Echipă                             | Timp       |
| --- | ------------------ | ---------------------------------- | ---------- |
| 1   | Julian Alaphilippe | Quick-Step Alpha Vinyl Team        | 5H 04' 35" |
| 2   | Fabien Doubey      | Team TotalEnergies                 | +0"        |
| 3   | Quinten Hermans    | Intermarché–Wanty–Gobert Matériaux | +0"        |
| 4   | Hugo Houle         | Israel–Premier Tech                | +0"        |
| 5   | Orluis Aular       | Caja Rural–Seguros RGA             | +0"        |
| 6   | Gotzon Martín      | Euskaltel–Euskadi                  | +0"        |
| 7   | Adam Yates         | Ineos Grenadiers                   | +0"        |
| 8   | David Gaudu        | Groupama–FDJ                       | +0"        |
| 9   | Remco Evenepoel    | Quick-Step Alpha Vinyl Team        | +0"        |
| 10  | Maxim Van Gils     | Lotto Soudal                       | +0"        |

| Loc | Concurent        | Echipă                      | Timp       |
| --- | ---------------- | --------------------------- | ---------- |
| 1   | Primož Roglič    | Team Jumbo–Visma            | 5h 14' 23" |
| 2   | Remco Evenepoel  | Quick-Step Alpha Vinyl Team | +5"        |
| 3   | Rémi Cavagna     | Quick-Step Alpha Vinyl Team | +16"       |
| 4   | Geraint Thomas   | Ineos Grenadiers            | +18"       |
| 5   | Adam Yates       | Ineos Grenadiers            | +18"       |
| 6   | Aleksandr Vlasov | Bora-Hansgrohe              | +18"       |
| 7   | Bruno Armirail   | Groupama–FDJ                | +20"       |
| 8   | Ion Izagirre     | Cofidis                     | +20"       |
| 9   | Jonas Vingegaard | Team Jumbo–Visma            | +20"       |
| 10  | Ben Tulett       | Ineos Grenadiers            | +21"       |

### Etapa a 3-a
6 aprilie 2022— Ermualde - Amurrio, 181,7 km (113 mi)
| Loc | Concurent          | Echipă                      | Timp       |
| --- | ------------------ | --------------------------- | ---------- |
| 1   | Pello Bilbao       | Team Bahrain Victorious     | 4h 35' 24" |
| 2   | Julian Alaphilippe | Quick-Step Alpha Vinyl Team | +0"        |
| 3   | Aleksandr Vlasov   | Bora-Hansgrohe              | +0"        |
| 4   | David Gaudu        | Groupama–FDJ                | +0"        |
| 5   | Enric Mas          | Movistar Team               | +0"        |
| 6   | Pierre Latour      | Team TotalEnergies          | +0"        |
| 7   | Primož Roglič      | Team Jumbo–Visma            | +0"        |
| 8   | Ion Izagirre       | Cofidis                     | +0"        |
| 9   | Jonas Vingegaard   | Team Jumbo–Visma            | +0"        |
| 10  | Rigoberto Urán     | EF Education–EasyPost       | +0"        |

| Loc | Concurent          | Echipă                      | Timp       |
| --- | ------------------ | --------------------------- | ---------- |
| 1   | Primož Roglič      | Team Jumbo–Visma            | 9h 49' 47" |
| 2   | Remco Evenepoel    | Quick-Step Alpha Vinyl Team | +5"        |
| 3   | Aleksandr Vlasov   | Bora-Hansgrohe              | +14"       |
| 4   | Adam Yates         | Ineos Grenadiers            | +18"       |
| 5   | Pello Bilbao       | Team Bahrain Victorious     | +19"       |
| 6   | Jonas Vingegaard   | Team Jumbo–Visma            | +19"       |
| 7   | Ion Izagirre       | Cofidis                     | +20"       |
| 8   | Daniel Martínez    | Ineos Grenadiers            | +21"       |
| 9   | Pierre Latour      | Team TotalEnergies          | +25"       |
| 10  | Julian Alaphilippe | Quick-Step Alpha Vinyl Team | +28"       |

### Etapa a 4-a
7 aprilie 2022— Vitoria-Gasteiz - Ingeteam Parke Zamudio, 185,6 km (115 mi)
| Loc | Concurent          | Echipă                      | Timp       |
| --- | ------------------ | --------------------------- | ---------- |
| 1   | Daniel Martínez    | Ineos Grenadiers            | 4h 15' 23" |
| 2   | Julian Alaphilippe | Quick-Step Alpha Vinyl Team | +0"        |
| 3   | Diego Ulissi       | UAE Team Emirates           | +0"        |
| 4   | Primož Roglič      | Team Jumbo–Visma            | +0"        |
| 5   | Pello Bilbao       | Team Bahrain Victorious     | +0"        |
| 6   | Orluis Aular       | Caja Rural–Seguros RGA      | +0"        |
| 7   | Ruben Guerreiro    | EF Education–EasyPost       | +0"        |
| 8   | Rudy Molard        | Groupama–FDJ                | +0"        |
| 9   | Aleksandr Vlasov   | Bora-Hansgrohe              | +0"        |
| 10  | Gianluca Brambilla | Trek–Segafredo              | +0"        |

| Loc | Concurent          | Echipă                      | Timp        |
| --- | ------------------ | --------------------------- | ----------- |
| 1   | Primož Roglič      | Team Jumbo–Visma            | 14h 05' 10" |
| 2   | Remco Evenepoel    | Quick-Step Alpha Vinyl Team | +5"         |
| 3   | Daniel Martínez    | Ineos Grenadiers            | +11"        |
| 4   | Aleksandr Vlasov   | Bora-Hansgrohe              | +14"        |
| 5   | Adam Yates         | Ineos Grenadiers            | +18"        |
| 6   | Pello Bilbao       | Team Bahrain Victorious     | +19"        |
| 7   | Jonas Vingegaard   | Team Jumbo–Visma            | +19"        |
| 8   | Ion Izagirre       | Cofidis                     | +20"        |
| 9   | Julian Alaphilippe | Quick-Step Alpha Vinyl Team | +22"        |
| 10  | David Gaudu        | Groupama–FDJ                | +32"        |

### Etapa a 5-a
8 aprilie 2022— Ingeteam Parke Zamudio - Mallabia, 163,8 km (102 mi)
| Loc | Concurent        | Echipă                      | Timp       |
| --- | ---------------- | --------------------------- | ---------- |
| 1   | Carlos Rodríguez | Ineos Grenadiers            | 4h 07' 09" |
| 2   | Daniel Martínez  | Ineos Grenadiers            | +7"        |
| 3   | Remco Evenepoel  | Quick-Step Alpha Vinyl Team | +9"        |
| 4   | Ion Izagirre     | Cofidis                     | +11"       |
| 5   | Enric Mas        | Movistar Team               | +11"       |
| 6   | Pello Bilbao     | Team Bahrain Victorious     | +11"       |
| 7   | Aleksandr Vlasov | Bora-Hansgrohe              | +18"       |
| 8   | Jonas Vingegaard | Team Jumbo–Visma            | +20"       |
| 9   | Marc Soler       | UAE Team Emirates           | +38"       |
| 10  | Fernando Barceló | Caja Rural–Seguros RGA      | +1' 07"    |

| Loc | Concurent        | Echipă                      | Timp        |
| --- | ---------------- | --------------------------- | ----------- |
| 1   | Remco Evenepoel  | Quick-Step Alpha Vinyl Team | 18h 12' 29" |
| 2   | Daniel Martínez  | Ineos Grenadiers            | +2"         |
| 3   | Pello Bilbao     | Team Bahrain Victorious     | +20"        |
| 4   | Ion Izagirre     | Cofidis                     | +21"        |
| 5   | Aleksandr Vlasov | Bora-Hansgrohe              | +22"        |
| 6   | Jonas Vingegaard | Team Jumbo–Visma            | +29"        |
| 7   | Enric Mas        | Movistar Team               | +37"        |
| 8   | Primož Roglič    | Team Jumbo–Visma            | +1' 05"     |
| 9   | Adam Yates       | Ineos Grenadiers            | +1' 15"     |
| 10  | Marc Soler       | UAE Team Emirates           | +1' 30"     |

### Etapa a 6-a
9 aprilie 2022— Eibar - Arrate, 135,69 km (84 mi)
| Loc | Concurent        | Echipă                      | Timp       |
| --- | ---------------- | --------------------------- | ---------- |
| 1   | Ion Izagirre     | Cofidis                     | 3h 47' 07" |
| 2   | Aleksandr Vlasov | Bora-Hansgrohe              | +0"        |
| 3   | Marc Soler       | UAE Team Emirates           | +0"        |
| 4   | Daniel Martínez  | Ineos Grenadiers            | +0"        |
| 5   | Jonas Vingegaard | Team Jumbo–Visma            | +3"        |
| 6   | Pello Bilbao     | Team Bahrain Victorious     | +13"       |
| 7   | Remco Evenepoel  | Quick-Step Alpha Vinyl Team | +24"       |
| 8   | Juan Pedro López | Trek–Segafredo              | +52"       |
| 9   | Davide Formolo   | UAE Team Emirates           | +1' 29"    |
| 10  | Felix Gall       | AG2R Citroën Team           | +1' 41"    |

| Loc | Concurent        | Echipă                      | Timp        |
| --- | ---------------- | --------------------------- | ----------- |
| 1   | Daniel Martínez  | Ineos Grenadiers            | 21h 59' 36" |
| 2   | Ion Izagirre     | Cofidis                     | +11"        |
| 3   | Aleksandr Vlasov | Bora-Hansgrohe              | +16"        |
| 4   | Remco Evenepoel  | Quick-Step Alpha Vinyl Team | +21"        |
| 5   | Pello Bilbao     | Team Bahrain Victorious     | +32"        |
| 6   | Jonas Vingegaard | Team Jumbo–Visma            | +32"        |
| 7   | Marc Soler       | UAE Team Emirates           | +1' 26"     |
| 8   | Primož Roglič    | Team Jumbo–Visma            | +3' 18"     |
| 9   | Enric Mas        | Movistar Team               | +3' 55"     |
| 10  | Rigoberto Urán   | EF Education–EasyPost       | +5' 03"     |

## Clasamentele actuale

### Clasamentul general
Clasamentul final locurile 1-10
| Loc | Concurent        | Echipă                      | Timp        |
| --- | ---------------- | --------------------------- | ----------- |
| 1   | Daniel Martínez  | Ineos Grenadiers            | 21h 59' 36" |
| 2   | Ion Izagirre     | Cofidis                     | +11"        |
| 3   | Aleksandr Vlasov | Bora-Hansgrohe              | +16"        |
| 4   | Remco Evenepoel  | Quick-Step Alpha Vinyl Team | +21"        |
| 5   | Pello Bilbao     | Team Bahrain Victorious     | +32"        |
| 6   | Jonas Vingegaard | Team Jumbo–Visma            | +32"        |
| 7   | Marc Soler       | UAE Team Emirates           | +1' 26"     |
| 8   | Primož Roglič    | Team Jumbo–Visma            | +3' 18"     |
| 9   | Enric Mas        | Movistar Team               | +3' 55"     |
| 10  | Rigoberto Urán   | EF Education–EasyPost       | +5' 03"     |

### Clasamentul pe puncte
Clasamentul final locurile 1-10
| Loc | Concurent          | Echipă                      | Puncte |
| --- | ------------------ | --------------------------- | ------ |
| 1   | Daniel Martínez    | Ineos Grenadiers            | 74     |
| 2   | Julian Alaphilippe | Quick-Step Alpha Vinyl Team | 65     |
| 3   | Remco Evenepoel    | Quick-Step Alpha Vinyl Team | 65     |
| 4   | Aleksandr Vlasov   | Bora-Hansgrohe              | 62     |
| 5   | Pello Bilbao       | Team Bahrain Victorious     | 61     |
| 6   | Ion Izagirre       | Cofidis                     | 57     |
| 7   | Primož Roglič      | Team Jumbo–Visma            | 56     |
| 8   | Marc Soler         | UAE Team Emirates           | 45     |
| 9   | Jonas Vingegaard   | Team Jumbo–Visma            | 38     |
| 10  | Carlos Rodríguez   | Ineos Grenadiers            | 37     |

### Clasamentul cățărătorilor
Clasamentul final locurile 1-10
| Loc | Concurent          | Echipă             | Puncte |
| --- | ------------------ | ------------------ | ------ |
| 1   | Cristián Rodríguez | Team TotalEnergies | 40     |
| 2   | Davide Formolo     | UAE Team Emirates  | 38     |
| 3   | Jonas Vingegaard   | Team Jumbo–Visma   | 17     |
| 4   | Daniel Martínez    | Ineos Grenadiers   | 12     |
| 5   | Ibon Ruiz          | Equipo Kern Pharma | 12     |
| 6   | Marc Soler         | UAE Team Emirates  | 12     |
| 7   | Carlos Rodríguez   | Ineos Grenadiers   | 10     |
| 8   | Geraint Thomas     | Ineos Grenadiers   | 10     |
| 9   | Tony Gallopin      | Trek–Segafredo     | 10     |
| 10  | Ion Izagirre       | Cofidis            | 9      |

### Clasamentul tinerilor
Clasamentul final locurile 1-10
Clasamentul final locurile 1-10
| Loc | Concurent          | Echipă                      | Timp        |
| --- | ------------------ | --------------------------- | ----------- |
| 1   | Remco Evenepoel    | Quick-Step Alpha Vinyl Team | 21h 59' 57" |
| 2   | Juan Pedro López   | Trek–Segafredo              | +5' 03"     |
| 3   | Felix Gall         | AG2R Citroën Team           | +5' 37"     |
| 4   | Ben Tulett         | Ineos Grenadiers            | +13' 04"    |
| 5   | Carlos Rodríguez   | Ineos Grenadiers            | +14' 41"    |
| 6   | Andreas Leknessund | Team DSM                    | +16' 17"    |
| 7   | Igor Arrieta       | Equipo Kern Pharma          | +23' 38"    |
| 8   | Gino Mäder         | Team Bahrain Victorious     | +29' 21"    |
| 9   | Mauri Vansevenant  | Quick-Step Alpha Vinyl Team | +36' 33"    |
| 10  | RIbon Ruiz         | Equipo Kern Pharma          | +51' 00"    |

### Clasamentul pe echipe
Clasamentul final locurile 1-10
| Loc | Echipă                      | Timp        |
| --- | --------------------------- | ----------- |
| 1   | Team Jumbo-Visma            | 66h 20' 44" |
| 2   | UAE Team Emirates           | +1' 16"     |
| 3   | Team Jumbo-Visma            | +11' 25"    |
| 4   | Team Bahrain Victorious     | +11' 47"    |
| 5   | Movistar Team               | +13' 35"    |
| 6   | Groupama–FDJ                | +18' 16"    |
| 7   | Trek–Segafredo              | +22' 09"    |
| 8   | Quick-Step Alpha Vinyl Team | +29' 24"    |
| 9   | Cofidis                     | +31' 30"    |
| 10  | Caja Rural–Seguros RGA      | +32' 47"    |

## Legături externe
- Site web oficial